# Atterraggio touch-and-go
In aviazione, un touch-and-go landing (TGL)  o circuit and bump è una manovra frequentemente impiegata durante l'addestramento al volo su aeromobili ad ala fissa. Consiste nell'atterrare su una pista e decollare nuovamente senza fermarsi completamente. Solitamente, il pilota compie un circuito attorno all'aeroporto seguendo un pattern definito, noto come circuito, ripetendo la manovra. Questo permette di praticare numerosi atterraggi in un breve lasso di tempo. 
Se il pilota arresta completamente l'aeromobile prima di decollare di nuovo, la manovra è denominata "stop-and-go"; invece, se le ruote dell'aeromobile non toccano il suolo, si parla di "low pass". Sia il touch-and-go che il low pass sono tipi di go-around. Un touch-and-go non pianificato è anche chiamato "rejected landing" o "balked landing".
I touch-and-go possono rivelarsi un ruolo cruciale per la sicurezza nel momento in cui un aereo atterra senza spazio sufficiente per fermarsi completamente, ma ha abbastanza pista per accelerare e decollare nuovamente.

## Procedura standard
In un atterraggio normale, il pilota segue il traffic pattern e stabilisce l'aeromobile sull'approccio finale. Quando l'aereo attraversa la soglia della pista, il pilota esegue il flare di atterraggio, tocca il suolo e aziona immediatamente i freni, gli spoiler di terra e (se disponibile) la spinta inversa fino a quando l'aeromobile ha decelerato a sufficienza per uscire su una via di rullaggio. In un touch-and-go, dopo che le ruote hanno toccato il suolo, il pilota non aziona i freni ma aumenta la potenza del motore al massimo, ritrae parzialmente i flap, accelera fino alla velocità di rotazione e decolla nuovamente.
In un aeroporto con torre di controllo, il pilota deve ricevere il permesso del controllo del traffico aereo (ATC) per eseguire un touch-and-go, richiedendolo esplicitamente oppure come "the option", che consente al pilota di effettuare un touch-and-go, stop-and-go, low approach, atterraggio completo o go-around a sua discrezione.
In un aeroporto non dotato di torre di controllo, il pilota dichiara la propria posizione e l'intenzione sulla frequenza radio CTAF o UNICOM per coordinare il flusso del traffico aereo locale con gli altri piloti.

## Discussione sul ruolo nell'addestramento al volo
Alcuni istruttori di volo ritengono che i touch-and-go non dovrebbero essere utilizzati intensivamente, se non del tutto, con i piloti in addestramento. Sostengono che questa procedura riduce l'attenzione nell'apprendimento di un atterraggio corretto, creando così problemi di sicurezza. Sottolineano che né gli standard dei test pratici della Federal Aviation Administration né il manuale di volo aereo parlano di touch-and-go.
Gli istruttori favorevoli all'uso dei touch-and-go sostengono che permettono di praticare più atterraggi per ora di istruzione. Gli studenti che eseguono touch-and-go trovano più facile padroneggiare l'atterraggio, in particolare la fase finale nota come landing flare, che è spesso difficile da apprendere. Prepararsi al decollo durante l'atterraggio è un'abilità di sicurezza necessaria, aggiungono, perché qualsiasi pilota deve essere in grado di farlo per rifiutare un atterraggio.

## Aviazione commerciale
A causa della politica delle due compagnie aeree del governo australiano, alle compagnie aeree diverse da Ansett Australia e Trans Australia Airlines non era permesso operare rotte dirette tra le principali città. Per aggirare questa politica, la East-West Airlines effettuava touch-and-go nelle città più piccole lungo il tragitto. Ad esempio, la rotta Melbourne - Sydney della East-West prevedeva un atterraggio touch-and-go all'aeroporto di Albury, al confine tra il Nuovo Galles del Sud e Victoria.

## Aviazione navale

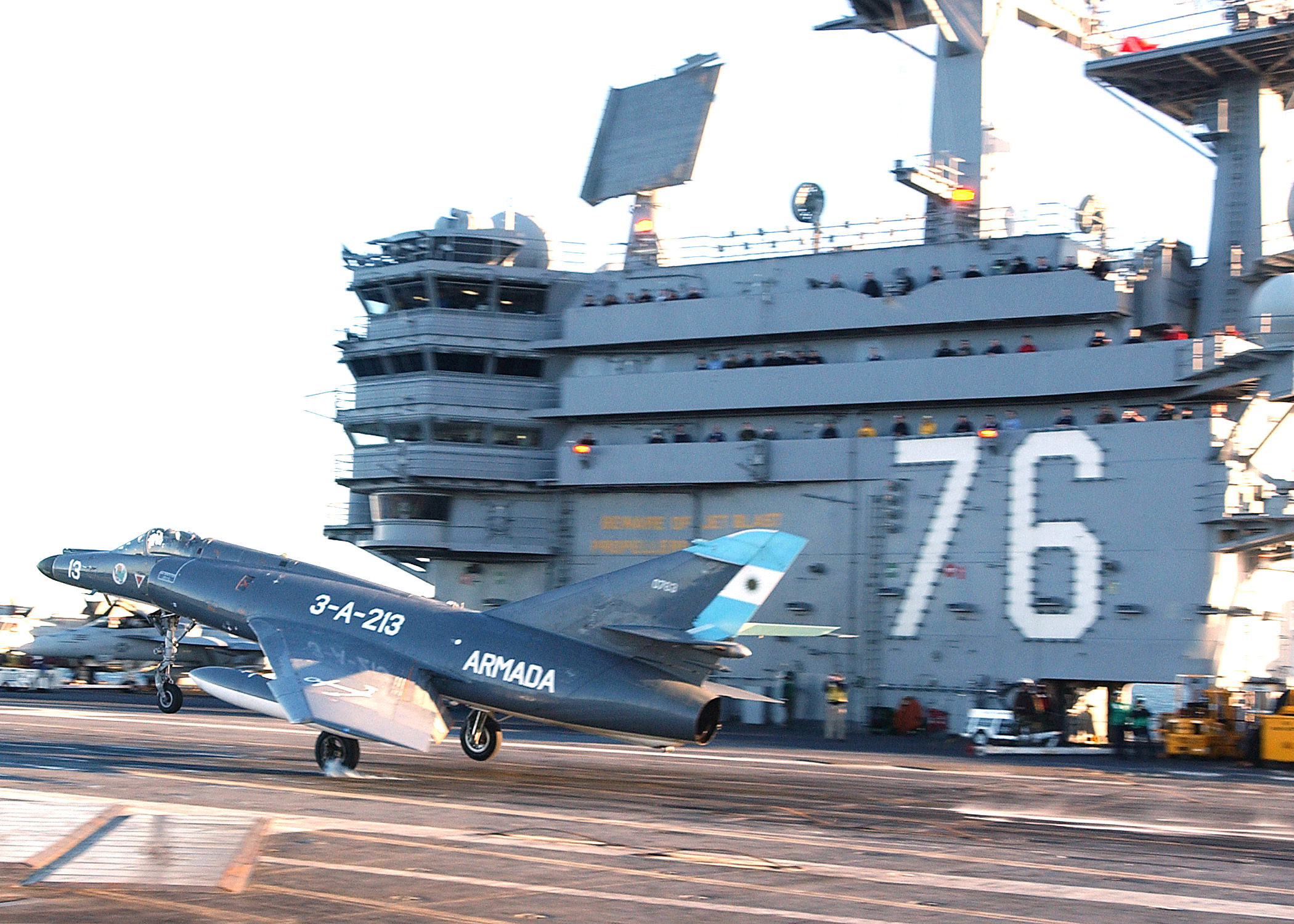
Un Super Étendard della Marina argentina che inizia un atterraggio touch-and-go sull'USS Ronald Reagan durante le manovre congiunte USA-Argentina di Gringo-Gaucho.

Nella Marina degli Stati Uniti, i touch-and-go fanno parte dell'addestramento per i piloti delle portaerei. Se sono stati lontani dalla portaerei per 29 giorni, devono esercitarsi su una pista terrestre e poi farlo in mare entro 10 giorni. Prima che una portaerei parta per una missione, i piloti effettueranno un addestramento. Ad esempio, prima che l'USS Ronald Reagan partisse per la sua pattuglia estiva del 2016, si pianificò di effettuare 4200 touch-and-go.